# Кипчоге, Элиуд
Элиуд Кипчоге (англ. Eliud Kipchoge; род. 5 ноября 1984, Капсисива, Рифт-Валли) — кенийский бегун-стайер, двукратный олимпийский чемпион в марафоне (2016 и 2020), призёр Олимпийских игр 2004 и 2008 годов на дистанции 5000 метров, чемпион мира 2003 года на дистанции 5000 метров. Второй в истории кениец, выигравший олимпийское золото в марафоне. Экс-рекордсмен мира в марафоне (2:01.09, 25 сентября 2022, Берлин). За карьеру выиграл рекордные 13 марафонов (включая два олимпийских) из наиболее престижной серии World Marathon Majors.

## Биография
Элиуд Кипчоге родился в деревне Капсисийва (округ Нанди, провинция Рифт-Валли, Кения), на высоте около 1500 м над уровнем моря. Был четвёртым ребёнком в семье. Его воспитанием занималась мать, учительница по профессии. В 1999 году окончил среднюю школу им. Каптеля в Капсисийве. С детских лет Элиуд бегал, в частности, по 3 километра каждый день до школы. В 16 лет встретил своего будущего тренера Патрика Санга, серебряного призёра Олимпийских игр 1992 года и двух чемпионатов мира, и с 2001 года начал с ним совместные тренировки. Примечательно, что Санг является также земляком младшего коллеги: появился на свет в той же деревушке двадцатью годами раньше Кипчоге.
Кипчоге женат, у него трое детей. Живёт в Эльдорете на западе Кении.

## Спортивная карьера

### Ранние годы
31 августа 2003 года 18-летний Кипчоге выиграл золото на дистанции 5000 метров с рекордом турнира (12.52,79) на чемпионате мира в Париже. На финише Элиуд опередил будущего двукратного олимпийского чемпиона Хишама Эль-Герружа и будущего трёхкратного олимпийского чемпиона Кененису Бекеле. Спустя год на Олимпийских играх в Афинах те же трое стали призёрами забега на 5000 метров — Эль-Герруж выиграл, Бекеле стал вторым, а Кипчоге — третьим.
2 июля 2004 года Кипчоге установил личный рекорд на дистанции 5000 метров на забеге в Риме — 12.46,53.
На чемпионате мира 2005 года в Хельсинки Кипчоге остался 4-м на дистанции 5000 метров. В марте 2006 года на чемпионате мира в помещении в Москве Кипчоге стал третьим на дистанции 3000 метров, уступив Кененисе Бекеле и Саифу Саиду Шахину.
На чемпионате мира 2007 года в Осаке завоевал серебро на 5000 метрах, уступив на финише всего 0,13 сек Бернарду Лагату. На Олимпийских играх 2008 года в Пекине на дистанции 5000 метров Кипчоге не сумел навязать на финише борьбу Кененисе Бекеле, который выиграл с олимпийским рекордом (12.57,82), Кипчоге отстал почти на пять секунд.
В 2009 и 2011 годах Кипчоге не сумел попасть в призёры забегов на 5000 метров на чемпионатах мира, заняв соответственно пятое и седьмое места. В октябре 2010 года Кипчоге завоевал серебро на дистанции 5000 метров на Играх Содружества в Индии, уступив на финише угандийцу Мозесу Кипсиро.

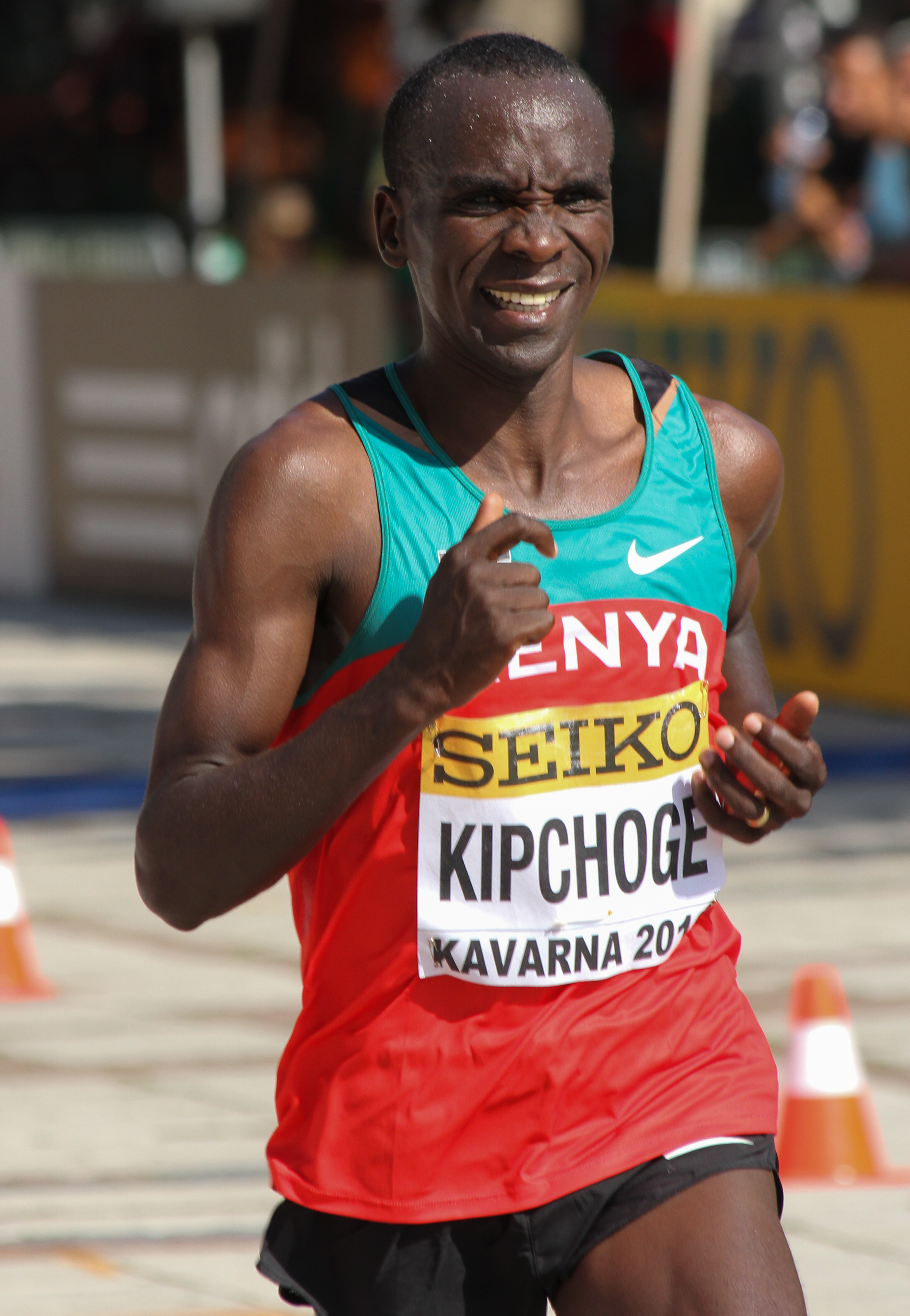
Кипчоге на чемпионате мира по полумарафону 2012 года

Кипчоге пытался отобраться в сборную Кении на Олимпийские игры 2012 года на дистанциях 5000 и 10 000 метров, но потерпел неудачу. Казалось, что лучшие годы для 27-летнего Кипчоге позади, однако именно в том году Элиуд начал переключаться на марафон, выступив на чемпионате мира по полумарафону в Болгарии (шестое место).

### Марафоны
21 апреля 2013 года стал победителем дебютного для себя Гамбургского марафона с рекордом трассы 2:05.30. 29 сентября 2013 года занял 2-е место на Берлинском марафоне, показав время 2:04.05 (Уилсон Кипсанг установил в том забеге мировой рекорд — 2:03.23).
13 апреля 2014 года выиграл Роттердамский марафон с результатом 2:05.00. 12 октября 2014 года выиграл Чикагский марафон, показав время 2:04.11.
В сезоне 2015 года впервые выступил на международных соревнованиях 26 апреля на Лондонском марафоне, на котором занял 1-е место — 2:04.42, а также выиграл Берлинский марафон, побив свой личный рекорд на 5 секунд, с результатом 2:04.00.

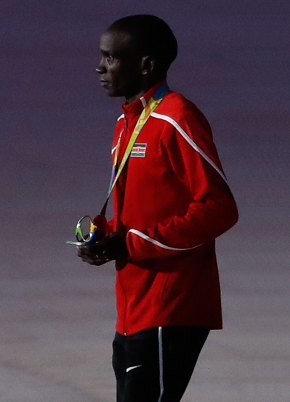
Кипчоге с золотой медалью за победу в марафоне на Олимпийских играх 2016 года

В 2016 году занял 1-е место на Лондонском марафоне с рекордом трассы и новым личным рекордом 2:03.05. На Олимпиаде в Рио-де-Жанейро выиграл золотую медаль в марафоне с результатом 2:08.44. Серебряный призёр Фейиса Лилеса из Эфиопии отстал от Кипчоге более чем на минуту (2:09.54).
6 мая 2017 года, участвуя в проекте Breaking2 компании Nike, направленном на пробег марафона быстрее двух часов, установил неофициальный мировой рекорд — 2:00.25.
22 апреля 2018 года третий раз в карьере победил на Лондонском марафоне с результатом 2:04.17. 16 сентября 2018 года установил официальный мировой рекорд на Берлинском марафоне, преодолев марафонскую дистанцию за 2 часа 1 минуту 39 секунд и улучшив на 1 минуту 18 секунд предыдущий рекорд 2014 года, установленный также кенийским бегуном Деннисом Киметто.
28 апреля 2019 года 4-й раз за последние 5 лет победил на Лондонском марафоне с результатом 2:02.37.
12 октября 2019 года в рамках проекта Ineos 1:59 Challenge, финансируемого владельцем нефтехимической компании Ineos Джимом Рэтклиффом, пробежал марафон в Вене с результатом 1:59.40. Поскольку данный забег не был открытым соревнованием, а Кипчоге сопровождали постоянно сменяющиеся пейсмейкеры, данный результат не зарегистрирован в качестве официального мирового рекорда.
8 августа 2021 года уверенно выиграл олимпийский марафон (2:08.38), проходивший в Саппоро, и стал третьим в истории бегуном, дважды победившим в марафоне на Олимпийских играх.
6 марта 2022 года впервые в карьере выиграл Токийский марафон с результатом 2:02.40.
25 сентября 2022 года Кипчоге 4-й раз в карьере выиграл Берлинский марафон, превысив свой же мировой рекорд 2018 года на 30 секунд — 2:01.09. Ранее 4 раза на Берлинском марафоне побеждал только Хайле Гебреселассие.
17 апреля 2023 года впервые пробежал Бостонский марафон и занял шестое место (2:09.23), уступив победителю Эвансу Чебету более 3 минут.
8 октября 2023 года Келвин Киптум отобрал у Кипчоге мировой рекорд в марафоне, пробежав в Чикаго за 2:00.35.
На Олимпийских играх 2024 года в Париже Кипчоге впервые в своей карьере не смог закончить марафон, из-за травмы бедра сойдя с дистанции примерно через 30 км.

## Семья
Супруга — Грей Сугутт.

## Результаты

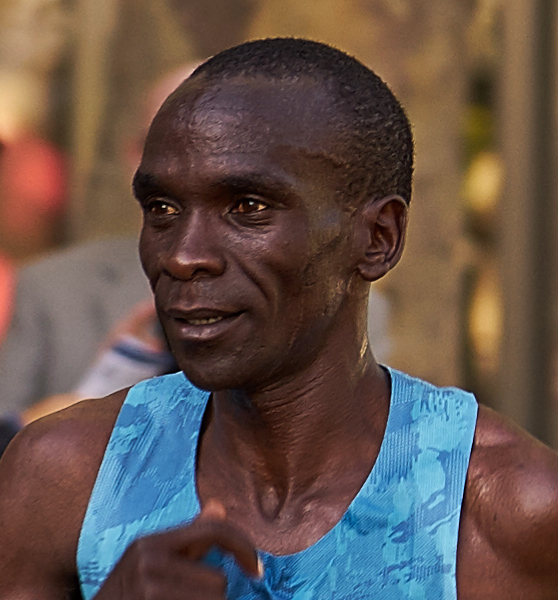
Кипчоге на Берлинском марафоне 2015 года

- в скобках указан возраст
- п — в помещении
- ш — по шоссе

| Год       | 1500 м   | 3000 м  | 5000 м          | 10 000 м    | Полумарафон | Марафон            |
| --------- | -------- | ------- | --------------- | ----------- | ----------- | ------------------ |
| 2002 (17) |          | 7.46,34 | 13.13,03        |             |             |                    |
| 2003 (18) | 3.36,17  | 7.30,91 | 12.52,61        |             |             |                    |
| 2004 (19) | 3.33,20  | 7.27,72 | 12.46,53        |             |             |                    |
| 2005 (20) | 3.33,80  | 7.28,56 | 12.50,22        | 27.34ш (21) |             |                    |
| 2006 (21) | 3.36,25п | 7.30,48 | 12.54,94        | 26.54ш (22) |             |                    |
| 2007 (22) | 3.39,98  | 7.33,06 | 12.50,38        | 26.49,02    |             |                    |
| 2008 (23) |          | 7.33,14 | 13.02,06        | 26.54,32    |             |                    |
| 2009 (24) | 3.38,36  | 7.28,37 | 12.56,46        | 28.11ш      |             |                    |
| 2010 (25) | 3.38,36  | 7.45,5  | 12.51,21 13.11ш |             |             |                    |
| 2011 (26) |          | 7.27,66 | 12.59,01 13.14ш | 26.53,27    |             |                    |
| 2012 (27) |          | 7.31,40 | 12.55,34 13.14ш | 27.11,93    | 59.25       |                    |
| 2013 (28) |          |         |                 |             | 1:00.04     | 2:04.05            |
| 2014 (29) |          |         |                 | 30.36ш      | 1:00.52     | 2:04.11            |
| 2015 (30) |          |         |                 |             | 1:00.50     | 2:04.00            |
| 2016 (31) |          |         |                 |             | 59.44       | 2:03.05            |
| 2017(32)  |          |         |                 |             |             | 2:03.32 2:00.25 WR |
| 2018 (33) |          |         |                 |             |             | 2:01.39 WR*        |
| 2019 (34) |          |         |                 |             |             | 2:02.37 1:59.41 WR |
| 2020 (35) |          |         |                 |             |             | 2:06.49            |
| 2021 (36) |          |         |                 |             |             | 2:04.30            |
| 2022 (37) |          |         |                 |             |             | 2:01.09 WR*        |
| 2023 (38) |          |         |                 |             |             | 2:02.42            |
| 2024 (39) |          |         |                 |             |             | 2:06.50            |

### Соревнования

#### World Marathon Majors
| Марафон              | 2013      | 2014      | 2015      | 2016      | 2017      | 2018      | 2019      | 2020      | 2021 | 2022      | 2023      | 2024       |
| -------------------- | --------- | --------- | --------- | --------- | --------- | --------- | --------- | --------- | ---- | --------- | --------- | ---------- |
| Токийский марафон    | —         | —         | —         | —         | —         | —         | —         | —         | н/д  | 1 2:02.40 | —         | 10 2:06.50 |
| Бостонский марафон   | —         | —         | —         | —         | —         | —         | —         | н/д       | —    | —         | 6 2:09.23 | —          |
| Лондонский марафон   | —         | —         | 1 2:04.42 | 1 2:03.05 | —         | 1 2:04.17 | 1 2:02.37 | 8 2:06.49 | —    | —         | —         | —          |
| Берлинский марафон   | 2 2:04.05 | —         | 1 2:04.00 | —         | 1 2:03.32 | 1 2:01.39 | —         | н/д       | —    | 1 2:01.09 | 1 2:02.42 | —          |
| Чикагский марафон    | —         | 1 2:04.11 | —         | —         | —         | —         | —         | н/д       | —    | —         | —         | —          |
| Нью-Йоркский марафон | —         | —         | —         | —         | —         | —         | —         | н/д       | —    | —         |           | —          |

#### Золотая лига

##### 3000 метров
- 2003:  Мемориал Ван Дамме — 7.30,91
- 2004:  Мемориал Ван Дамме — 7.27,72

##### 5000 метров
- 2003:  Бислеттские игры — 12.52,61
- 2004:  Golden Gala — 12.46,53
- 2005:  Golden Gala — 12.52,76
- 2005:  Мемориал Ван Дамме — 12.50,22
- 2006:  Мировой класс в Цюрихе — 12.57,69
- 2006:  Мемориал Ван Дамме[фр.] — 13.01,88
- 2007:  Golden Gala[итал.] — 13.02,10
- 2007:  Мемориал Ван Дамме[фр.] — 12.50,38
- 2008:  Golden Gala[итал.] — 13.05,26
- 2008:  Мемориал Ван Дамме[итал.] — 13.06,12

#### Бриллиантовая лига

##### 3000 метров
- 2011:  Qatar Athletic Super Grand Prix — 7.27,66
- 2012:  Qatar Athletic Super Grand Prix — 7.31,40

##### 5000 метров
- 2010:  Qatar Athletic Super Grand Prix — 12.51,21
- 2010:  British Grand Prix — 13.00,24
- 2011:  Атлетиссима — 12.59,71

#### Чемпионаты Кении
| Год  | Соревнования | Город   | Дистанция   | Дата       | Результат | Место |
| ---- | ------------ | ------- | ----------- | ---------- | --------- | ----- |
| 2004 | Чемпионат    | Найроби | кросс 12 км | 13 февраля | 35.19     | I     |
| 2008 | Чемпионат    | Найроби | кросс 12 км | 1 марта    | DNF       | —     |